# Бермудский тайфунник
Бермудский тайфунник (лат. Pterodroma cahow) — один из немногих видов отряда буревестникообразных, который обитает не на территории Тихого океана. Эта ночная гнездящаяся на земле морская птица — национальная птица Бермудских островов, а также символ надежды на защиту природы. Его драматическое «переоткрытие» (Эффект Лазаря), то есть открытие вида после того, как он считался вымершим столетия, вдохновило документалистов.
Первоначально распространённые по всему архипелагу, бермудские тайфунники являются медленно размножающимися птицами, но в то же время отличными летунами, и поэтому проводят свою взрослую жизнь в открытых морях. В 5 лет птица возвращается на своё бывшее место гнездования для воспроизводства, откладывая только одно яйцо за сезон.
Зловещие ночные крики бермудских тайфунников остановили первых испанских мореплавателей от основания поселений на островах из-за их суеверий, так как они считали, что эти острова были населены демонами. Вместо этого первопроходцы стали разводить свиней на прибрежных участках, тем самым начав стремительную атаку на существование птиц. Последующая колонизация Бермудских островов англичанами привела к тому, что появились такие виды, как крысы, кошки и собаки, и массовые истребления птиц первыми колонистами сократило численность в десятки раз. С 1621 года птицы считались истреблёнными.
В 1951 году на группе скалистых островов Касл Харбор было обнаружено 17 гнёзд, и Дэвидом Вингейтом была начата программа по построению бетонных нор и деревянных перегородок для гнездовых туннелей для того, чтобы держать в стороне немного более крупного естественного врага белохвостого фаэтона, и по восстановлению близлежащих к острову Нонсач островов, формируя на них будущую жизнеспособную основу для видов.
Находясь под защитой закона, популяция начала хорошо восстанавливаться. Главная угроза для их будущего — это отсутствие подходящего ареала для размножения. Ураган Фабиан уничтожил многие гнездовые норы в 2003 году. Недавно более крупный по размерам и экологически восстановленный остров Нонсач был вновь заселён птенцами, их перемещение было удачно запланировано, так они оставят свой след на этих окрестностях. Эта работа ведётся под контролем текущего офицера по охране природы Бермудских островов Джереми Мадейроса, которому содействует австралийский специалист по буревестникам Ник Карлайл.
Однако общая популяция этих птиц на 2005 год составила всего лишь около 250 особей.